# 白粉 (化妝品)
白粉（日语：おしろい）是一種面部化妝品，是一種白色的化妝粉，有些由米、麥等穀物磨成，也有以大理石磨成，還有一種是將白鉛化成糊狀的面脂，又稱鉛華、鉛粉，海棠粉是白粉的一種。化妝時用作塗面。東亞傳統化妝經常用到白粉，因此有成語「洗盡鉛華」指女性不再打扮，過平淡的生活。
現時一些傳統演藝行業，如中國的戲曲演員，日本歌舞伎演員、藝妓等仍會使用白粉化妝。